# Dipseudopsis lucasi
Dipseudopsis lucasi är en nattsländeart som beskrevs av Weaver och Malicky 1994. Dipseudopsis lucasi ingår i släktet Dipseudopsis och familjen Dipseudopsidae. Inga underarter finns listade i Catalogue of Life.